# Borís Mishkin
Borís Aleksándrovich Mishkin (translitera al ruso cirílico: Борис Александрович Мишкин) (1914-1950) fue un botánico ruso Existen especímenes de sus colecciones botánicas en el Jardín botánico Polar-Alpino, en la ciudad de Kirovsk, Macizo de Jibiny, Península de Kola.

## Algunas publicaciones
- 1953. Flora Khibinskikh gor. Moscú: Naúka, 113 pp. il.[3]

- 1924.

- La abreviatura «Mischkin» se emplea para indicar a Borís Mishkin como autoridad en la descripción y clasificación científica de los vegetales.[4]